# خط عربستان جنوبی باستان
الفبای عربستانی جنوبی باستان یا یمنی باستان یا المُسنَد شاخه‌ای از الفبای نیاسینایی می‌باشد که در سده ۹ (پیش از میلاد) پدیدآمد.
این الفبا در زمان باستان برای نگارش زبان عربی جنوبی در یمن و گویش‌های صبایی، قطبانی، حدرامی، مینایی، حمیاری و زبان نیاحبشی-سامی در دمت به کار برده‌می‌شد. این دبیره در آغاز در سده نهم پیش از میلاد در آکله گزی در اریتره و در سده ۸ (پیش از میلاد) در یمن و بابل پدیدار گشت. این دبیره در ۵۰۰ (پیش از میلاد) به برنایی رسید و تا سده ۷ (میلادی) به کار می‌رفت. در این زمان الفبای عربی جایگزین آن شد. در اتیوپی این الفبا برناتر شده و الفبای گعز را ساخت. ریخت شکسته این دبیره با نام خط زبور حروف کوچک عربی جنوبی برای نگارش روزانه بر روی چوب کاربرد داشت.

## ویژگی‌ها
از ویژگی‌های این الفبا چنین است که:
- دارای ۲۹ حرف می‌باشد.
- از راست به چپ و همچنین بر عکس نیز نوشته می‌شود. هنگامی که از چپ به راست نوشته می‌شوند، شکل نوشتاری واژه نیز قرینه می‌شود
- حروف الفبا در یک کلمه به صورت منفصل نوشته می‌شوند
- شکل حرف الفبا در هر موضعی از کلمه یکسان است و تغییر نمی‌کند
- برای فاصله انداختن بین واژگان از یک خط عمود (|) استفاده می‌شود
- در هنگام تشدید حرف دو بار نوشته می‌شود
- حروف الفبا بدون نقطه و حرکت هستند و از این جهت با الفبای عربی تفاوت دارند

## الفبا

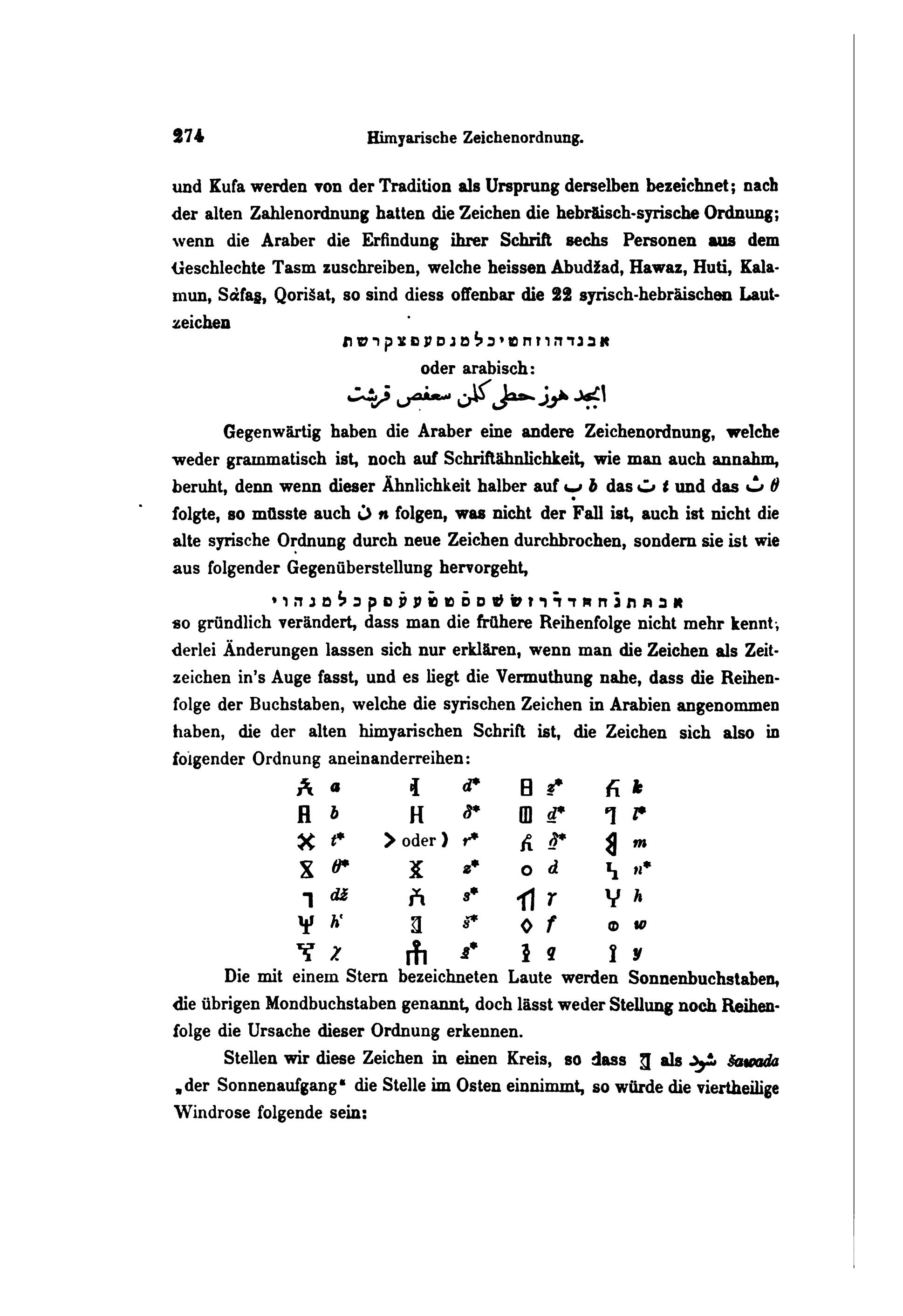
واژگان سبایی نوشته شده در صفحه ۲۷۴ کتاب "Illustrirte Geschichte der Schrift" by Carl Faulmann, 1880

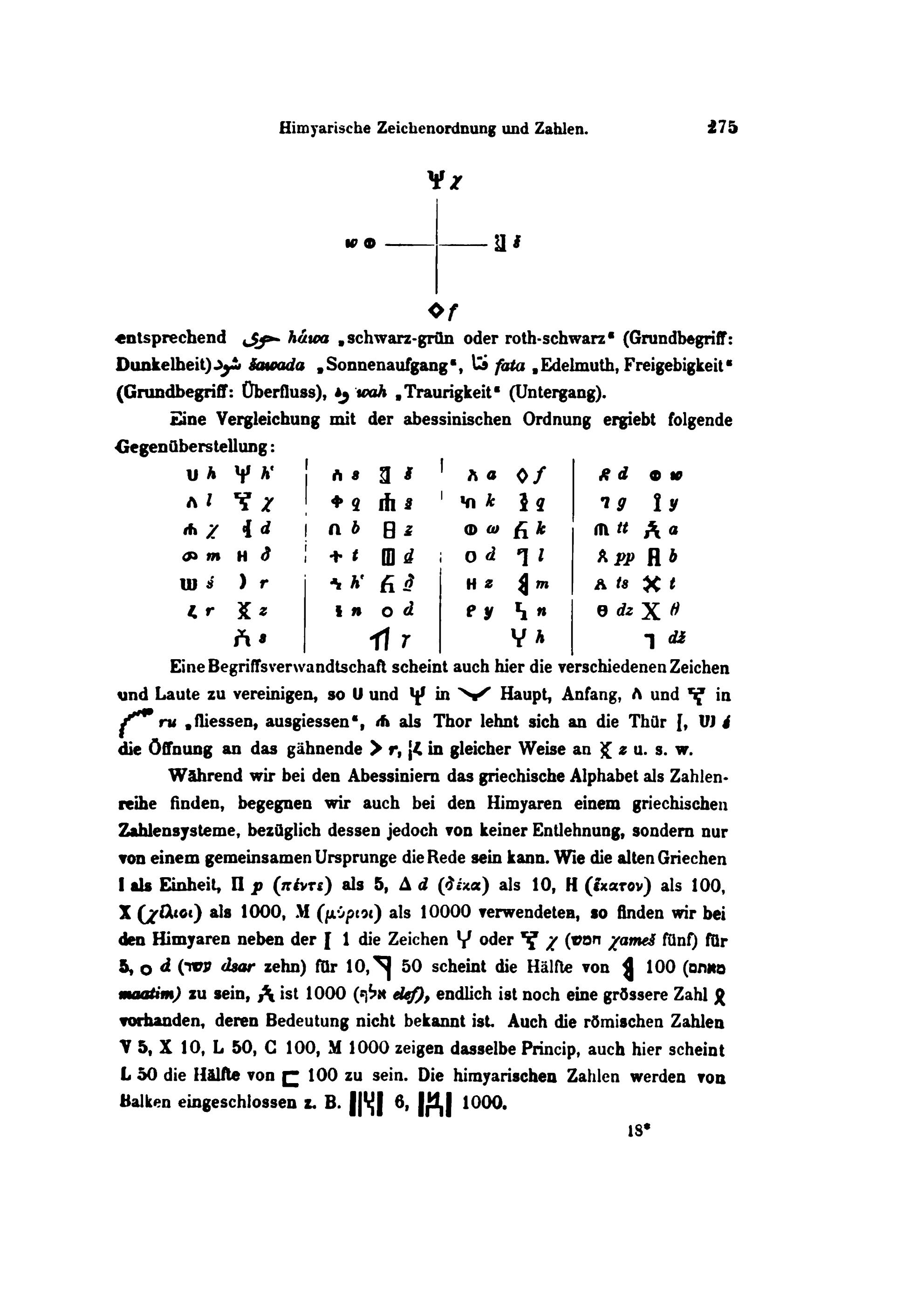
اژگان سبایی نوشته شده در صفحه ۲۷۴ کتاب "Illustrirte Geschichte der Schrift" by Carl Faulmann, 1880

| واژه | واژه   | اسم یونی‌کد | واج نویسی | IPA  | Corresponding letter in | Corresponding letter in | Corresponding letter in | Corresponding letter in | Corresponding letter in | Corresponding letter in |
| شکل  | نوشتار | اسم یونی‌کد | واج نویسی | IPA  | Phoenician              | Ge'ez                   | Hebrew                  | Arabic                  | Syriac                  |                         |
| ---- | ------ | ---------- | --------- | ---- | ----------------------- | ----------------------- | ----------------------- | ----------------------- | ----------------------- | ----------------------- |
|      | 𐩠      | he         | h         | /h/  | 𐤄                       | ሀ                       | ה                       | ه                       | ܗ                       |                         |
|      | 𐩡      | lamedh     | l         | /l/  | 𐤋                       | ለ                       | ל                       | ل                       | ܠ                       |                         |
|      | 𐩢      | heth       | ḥ         | /ħ/  | 𐤇                       | ሐ                       | ח                       | ح                       | ܚ                       |                         |
|      | 𐩣      | mem        | m         | /m/  | 𐤌                       | መ                       | מ                       | م                       | ܡ                       |                         |
|      | 𐩤      | qoph       | q         | /q/  | 𐤒                       | ቀ                       | ק                       | ق                       | ܩ                       |                         |
|      | 𐩥      | waw        | w         | /w/  | 𐤅                       | ወ                       | ו                       | و                       | ܘ                       |                         |
|      | 𐩦      | shin       | s² (ś, š) | /ɬ/  | 𐤔                       | ሠ                       | ש                       | ش                       | ܫ                       |                         |
|      | 𐩧      | resh       | r         | /r/  | 𐤓                       | ረ                       | ר                       | ر                       | ܪ                       |                         |
|      | 𐩨      | beth       | b         | /b/  | 𐤁                       | በ                       | ב                       | ب                       | ܒ                       |                         |
|      | 𐩩      | taw        | t         | /t/  | 𐤕                       | ተ                       | ת                       | ت                       | ܬ                       |                         |
|      | 𐩪      | sat        | s¹ (š, s) | /s/  |                         | ሰ                       |                         | س                       |                         |                         |
|      | 𐩫      | kaph       | k         | /k/  | 𐤊                       | ከ                       | כ                       | ک                       | ܟ                       |                         |
|      | 𐩬      | nun        | n         | /n/  | 𐤍                       | ነ                       | נ                       | ن                       | ܢ                       |                         |
|      | 𐩭      | kheth      | ḫ         | /x/  |                         | ኀ                       |                         | خ                       |                         |                         |
|      | 𐩮      | sadhe      | ṣ         | /sˤ/ | 𐤑                       | ጸ                       | צ                       | ص                       | ܨ                       |                         |
|      | 𐩯      | samekh     | s³ (s, ś) | /s̪/  | 𐤎                       |                         | ס                       | س                       | ܤ                       |                         |
|      | 𐩰      | fe         | f         | /f/  | 𐤐                       | ፈ                       | פ                       | ف                       | ܦ                       |                         |
|      | 𐩱      | alef       | ʾ         | /ʔ/  | 𐤀                       | አ                       | א                       | ا                       | ܐ                       |                         |
|      | 𐩲      | ayn        | ʿ         | /ʕ/  | 𐤏                       | ዐ                       | ע                       | ع                       | ܥ                       |                         |
|      | 𐩳      | dhadhe     | ḍ         | /ɬˤ/ |                         | ፀ                       |                         | ض                       |                         |                         |
|      | 𐩴      | gimel      | g         | /ɡ/  | 𐤂                       | ገ                       | ג                       | ج                       | ܓ                       |                         |
|      | 𐩵      | daleth     | d         | /d/  | 𐤃                       | ደ                       | ד                       | د                       | ܕ                       |                         |
|      | 𐩶      | ghayn      | ġ         | /ɣ/  |                         |                         |                         | غ                       |                         |                         |
|      | 𐩷      | teth       | ṭ         | /tˤ/ | 𐤈                       | ጠ                       | ט                       | ط                       | ܛ                       |                         |
|      | 𐩸      | zayn       | z         | /z/  | 𐤆                       | ዘ                       | ז                       | ز                       | ܙ                       |                         |
|      | 𐩹      | dhaleth    | ḏ         | /ð/  |                         |                         |                         | ذ                       |                         |                         |
|      | 𐩺      | yodh       | y         | /j/  | 𐤉                       | የ                       | י                       | ی                       | ܝ                       |                         |
|      | 𐩻      | thaw       | ṯ         | /θ/  |                         |                         |                         | ث                       |                         |                         |
|      | 𐩼      | theth      | ẓ         | /θˤ/ |                         |                         |                         | ظ                       |                         |                         |

## اعداد

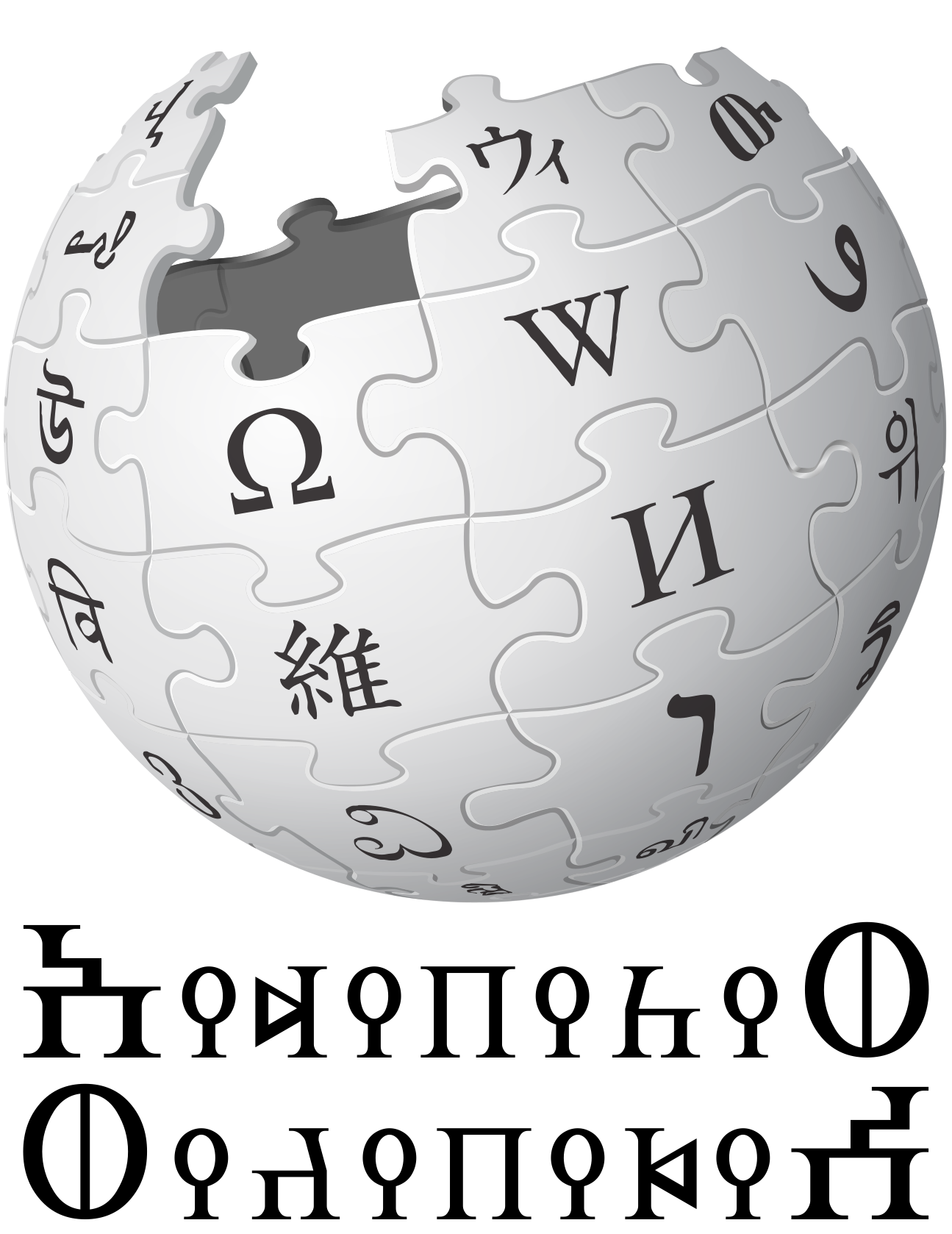
کلمه ویکی‌پدیا که با حروف موسند نوشته شده‌اند. در اینجا هر دوشکل چپ به راست و بالعکس را مشاهده می‌کنید. به حالت قرینه آینه ای دو نوشتار دقت کنید.

شش نشانه برای اعداد مورد استفاده قرار میگرد:
| ۱ | ۵ | ۱۰ | ۵۰ | ۱۰۰ | ۱۰۰۰ |
| - | - | -- | -- | --- | ---- |
| 𐩽 | 𐩭 | 𐩲  | 𐩾  | 𐩣   | 𐩱    |

نشانه مربوط به عدد ۵۰ با حذف مثلث پایینی نشانه عدد ۱۰۰ ساخته می‌شود. برای جداسازی واژه‌ها ۱ را دوبار پشت سر هم استفاده می‌کنند. چهار نشانه دیگر هم به عنوان عدد و هم به عنوان واژه استفاده می‌شود. هر کدام از این نشانه‌ها حرف ابتدایی اسم عددی که به آن اشاره می‌کنند.
یک نشانه دیگر (𐩿) برای احاطه کردن اعداد مورداستفاده قرار می‌گیرد که آنها را از واژه‌های طرفین جدا می‌کند، برای نمونه 𐩿𐩭𐩽𐩽𐩿.
خاصیت جمع شوندگی این نشانه‌ها مشابه عدد نویسی رومی است (به استثنا صفر). دو مثال در زیر آورد هشده است:
- عدد ۱۷ را می‌توان به صورت ۱ + ۱ + ۵ + ۱۰ نوشت: 𐩲𐩭𐩽𐩽
- عدد ۹۹ را می‌توان به صورت ۱ + ۱ + ۱ + ۱ + ۵ + ۱۰ + ۱۰ + ۱۰ + ۱۰ + ۵۰ نوشت: 𐩾𐩲𐩲𐩲𐩲𐩭𐩽𐩽𐩽𐩽

| ۱  | ۲   | ۳    | ۴     | ۵  | ۶   | ۷    | ۸     | ۹      | ۱۰ |
| -- | --- | ---- | ----- | -- | --- | ---- | ----- | ------ | -- |
| 𐩽  | 𐩽𐩽  | 𐩽𐩽𐩽  | 𐩽𐩽𐩽𐩽  | 𐩭  | 𐩭𐩽  | 𐩭𐩽𐩽  | 𐩭𐩽𐩽𐩽  | 𐩭𐩽𐩽𐩽𐩽  | 𐩲  |
| ۱۱ | ۱۲  | ۱۳   | ۱۴    | ۱۵ | ۱۶  | ۱۷   | ۱۸    | ۱۹     | ۲۰ |
| 𐩲𐩽 | 𐩲𐩽𐩽 | 𐩲𐩽𐩽𐩽 | 𐩲𐩽𐩽𐩽𐩽 | 𐩲𐩭 | 𐩲𐩭𐩽 | 𐩲𐩭𐩽𐩽 | 𐩲𐩭𐩽𐩽𐩽 | 𐩲𐩭𐩽𐩽𐩽𐩽 | 𐩲𐩲 |

اعداد هزارگان به دو روش متفاوت نوشته می‌شوند:
- اعداد کوچک فقط از نشانه ۱۰۰۰استفاده می‌کنند. برای مثال ۸۰۰۰ را می‌توان به شکل ۱۰۰۰ × ۸ نوشت: 𐩱𐩱𐩱𐩱𐩱𐩱𐩱𐩱
- اعداد بزرگ را با افزایش ارزش نشانه اعداد ۱۰، ۵۰، و ۱۰۰ به مقادیر ۱۰۰۰۰، ۵۰۰۰۰ و ۱۰۰۰۰۰ می‌توان نوشت:
  - ۳۱۰۰۰ را می‌توان به شکل ۱۰۰۰ + ۱۰٬۰۰۰ × ۳ نوشت: 𐩲𐩲𐩲𐩱 (که به راحتی با ۱۰۳۰ اشتباه می‌شود)
  - ۴۰۰۰۰ را می‌توان به شکل نوشت ۱۰٬۰۰۰ × ۴: 𐩲𐩲𐩲𐩲 (که به راحتی با ۴۰ اشتباه می‌شود)

شاید به خاطر همین ابهام بوده که در عدد نویسی شکل حرف-نوشتاری همان عدد در کنار نشانه آنها به کار می‌رفته.

## زبور

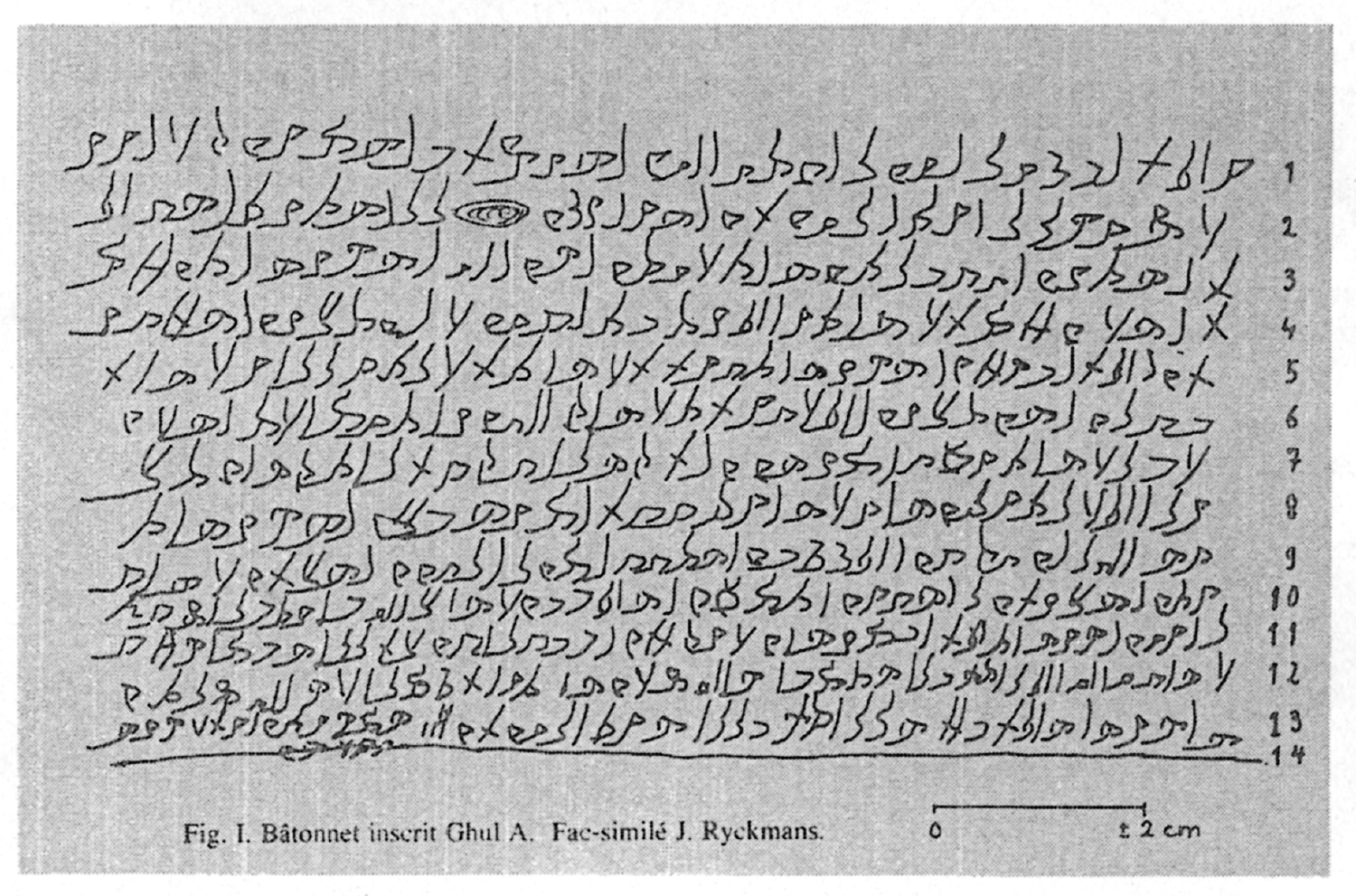
نویسه زبور

زبور، که به عنوان «کوچک نویسی عربستانی جنوبی» نیز شناخته می‌شود،اسم شکل خط شکسته‌ای است که در نوشتار عربستانی جنوبی و توسط سباییان استفاده می‌شد. این خط از خط مسند جدا بود و برای عددنویسی به کار گرفته می‌شد.
زبور یک سیستم نگارش در یمن باستان بود که در کنار مسند به کار می‌رفت. تفاوت این دو خط این است که مسند برای مستندسازی اتفاقات تاریخی و در همان حال زبور برای نوشتار مذهبی یا ثبت ارتباطات روزمره میان یمنی‌های باستان به کار می‌رفت. نوشته‌های زبور را می‌توان در پالیمپسست‌های از جنس پاپیروس یا کتیبه‌های ساخته شده از برگ نخل پیدا کرد.

## یونی‌کد
الفبای عربستانی جنوبی در اکتبر ۲۰۰۹ و همزمان با انتشار نسخه ۵٫۲ یونی‌کد اضافه شد.
بلاک یونی‌کدی مربوطه، که عربستانی جنوبی قدیمی نامیده می‌شود، U+10A60 تا U+10A7F است.
دقت کنید که کد U+10A7D هم نماینده عدد یک و هم نماینده جداکننده واژگان است.
الگو:Unicode chart Old South Arabian

## نگارخانه

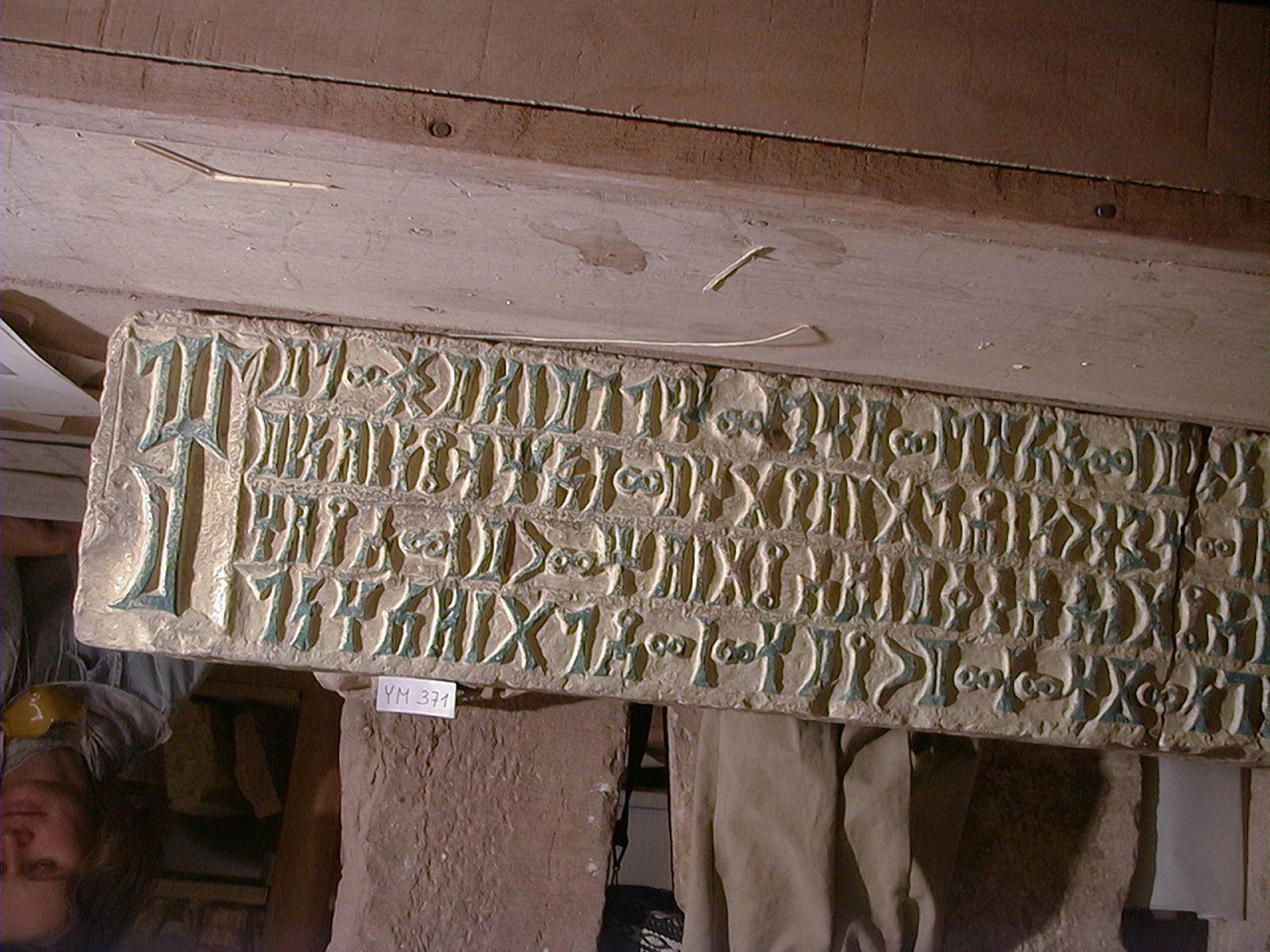
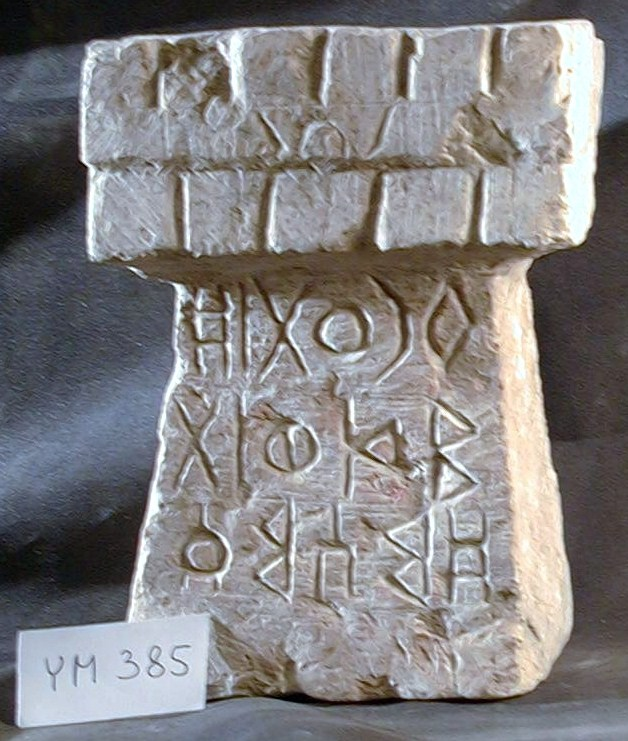
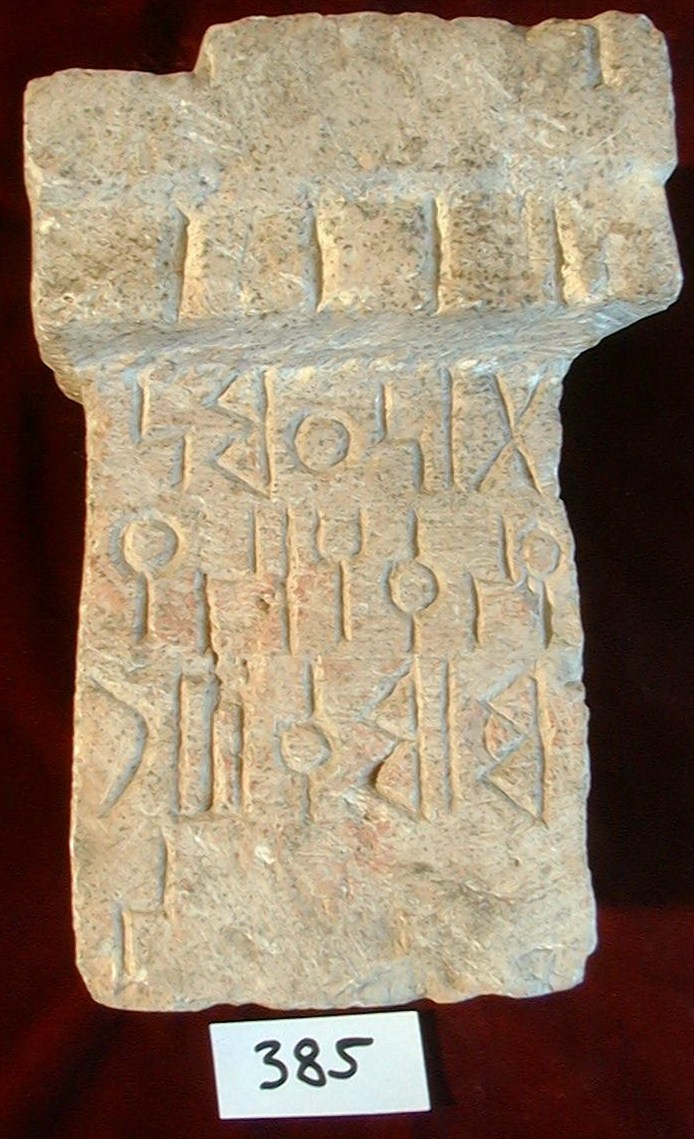
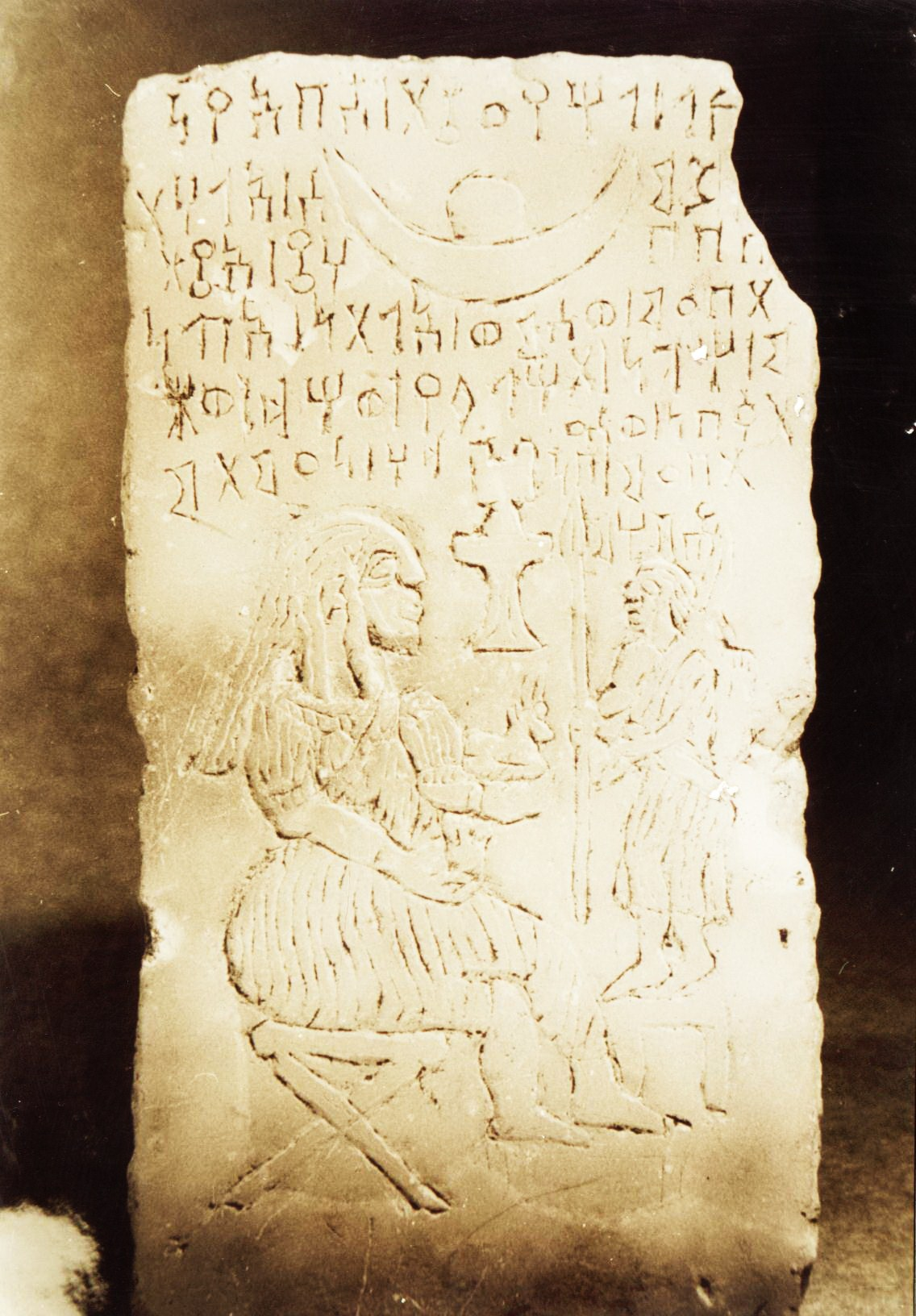
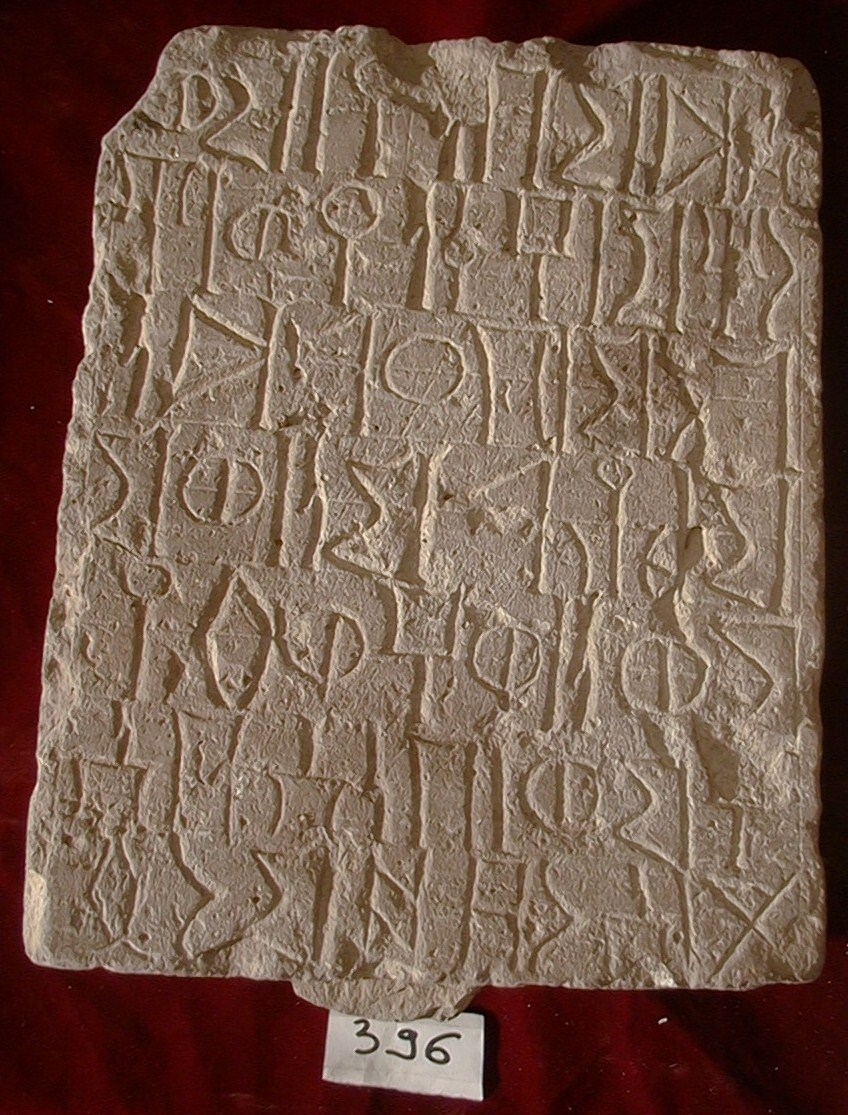
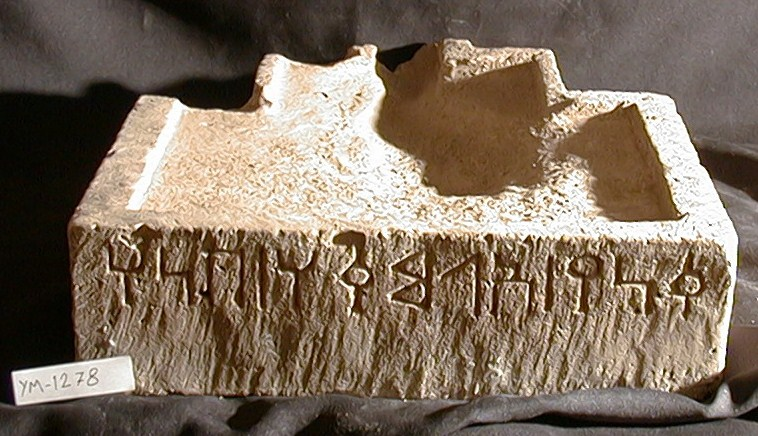
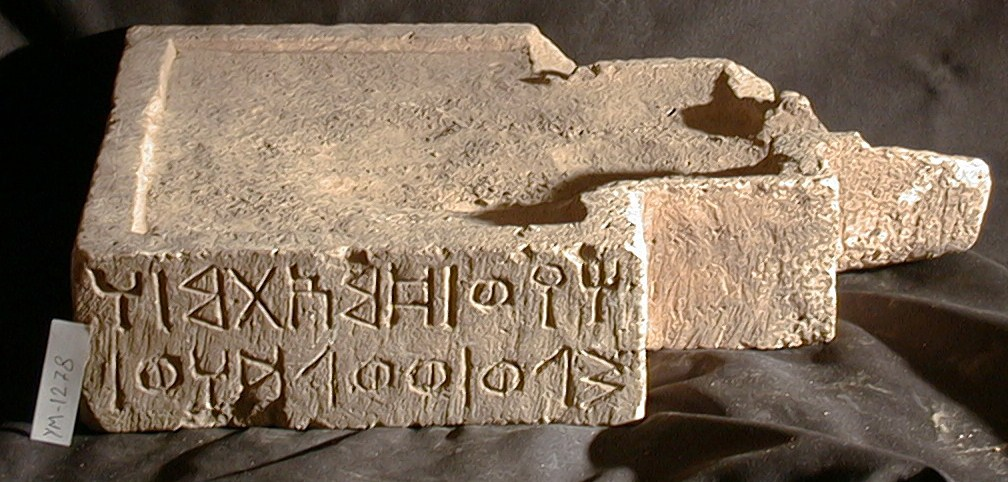
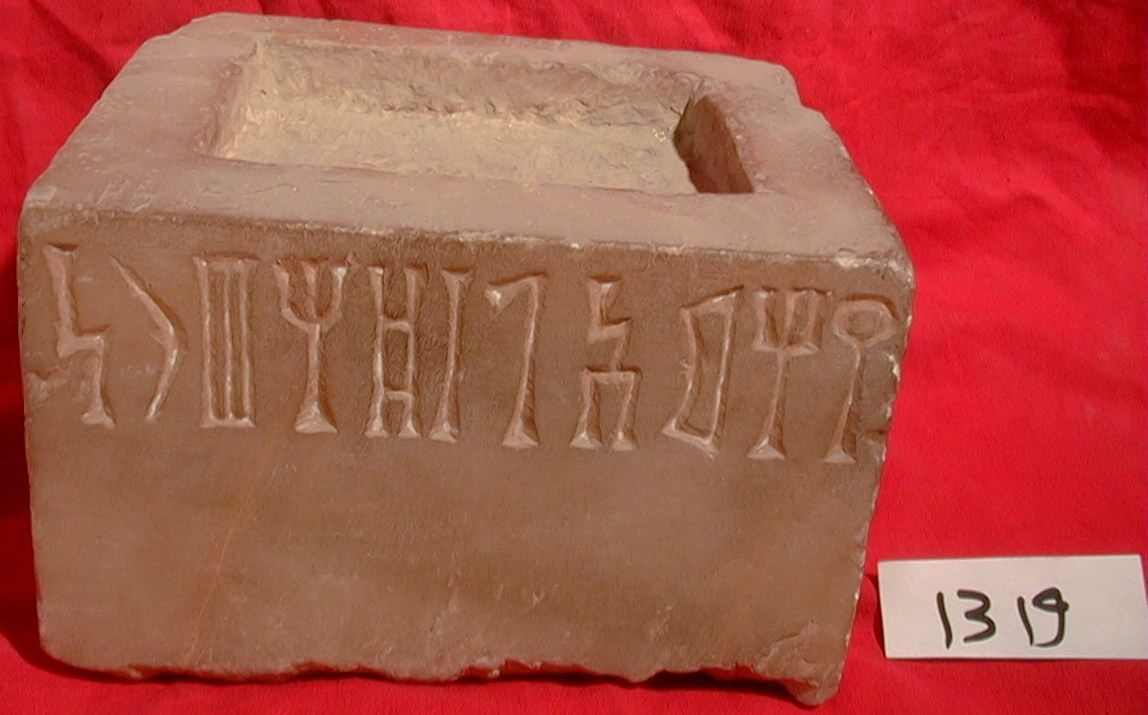
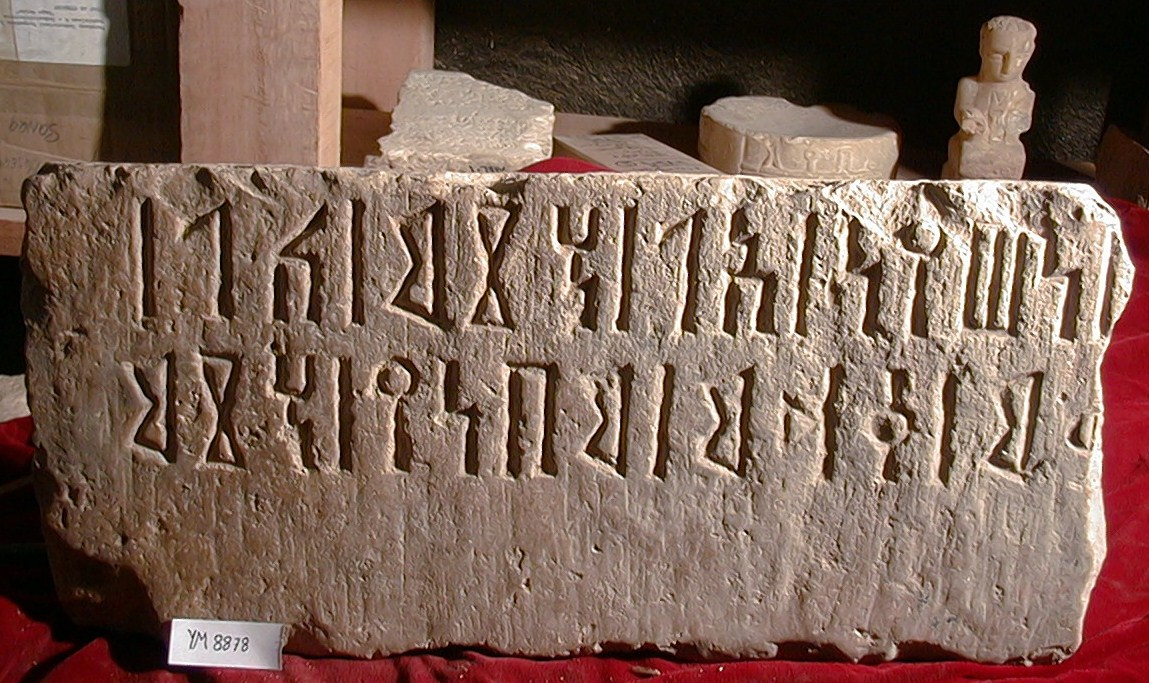
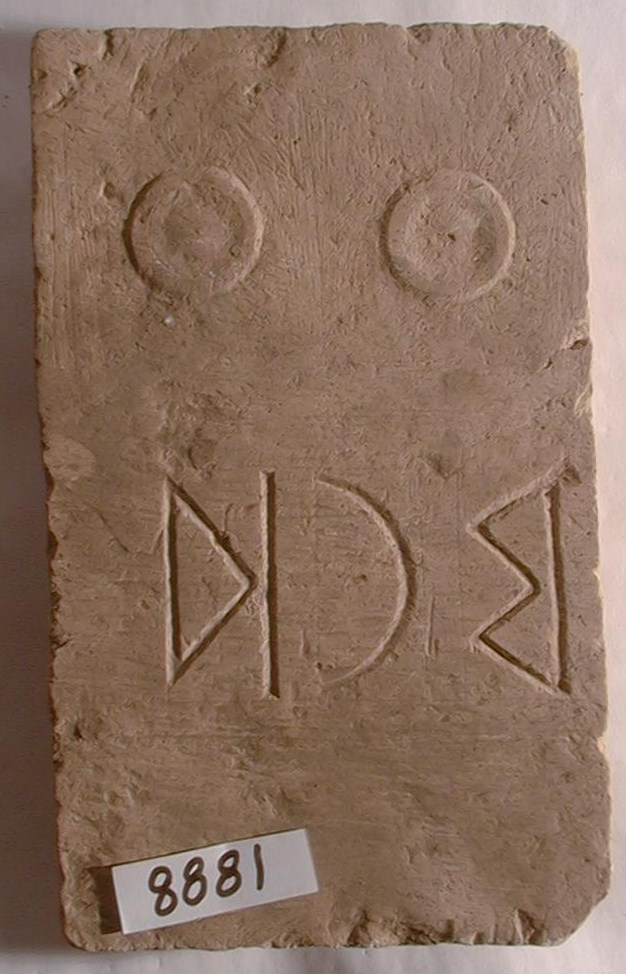
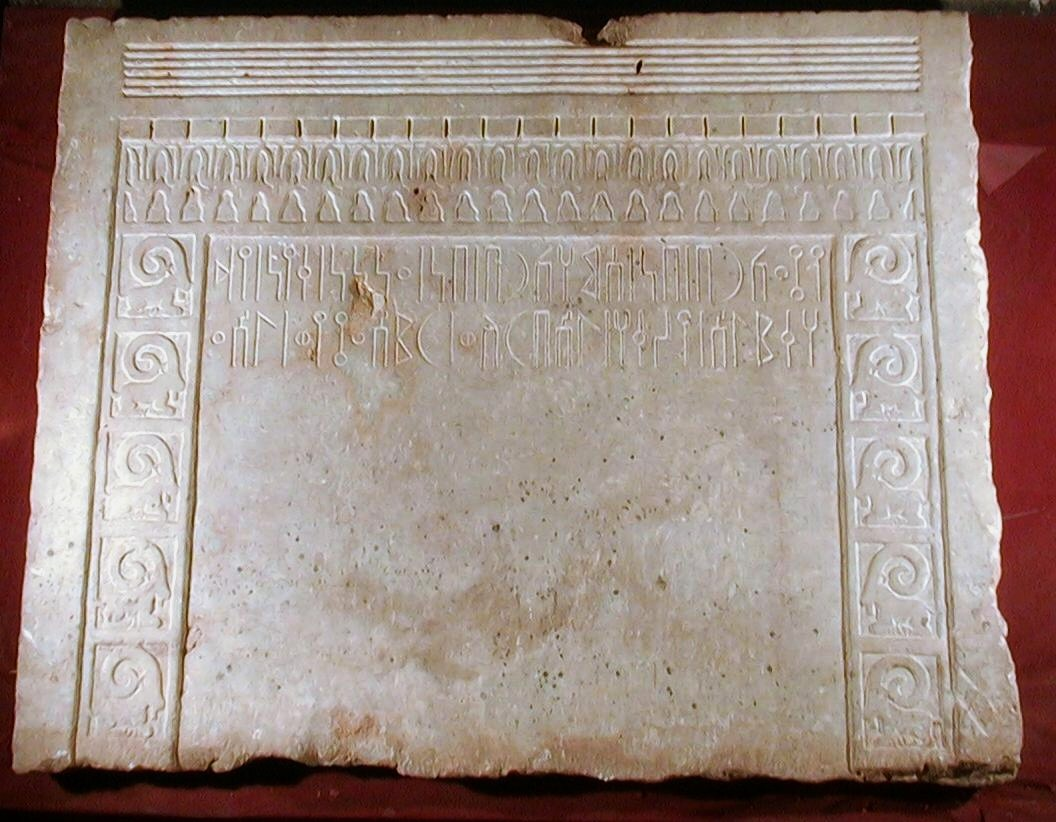